# Tschammerpokal 1943
Der Tschammerpokal 1943 war der neunte und zugleich letzte Wettbewerb unter diesem Namen um den deutschen Fußballpokal.
Wegen des sich ausweitenden Zweiten Weltkriegs mit zerbombten Sportstätten und gefallenen Sportlern sah sich das Fußballfachamt gezwungen, den Modus für den Tschammerpokal 1943 wie schon im Vorjahr erneut zu ändern. Zunächst wurde beschlossen, in den 32 Sportgauen einen Pokalsieger ermitteln zu lassen. Danach sollte entschieden werden, ob der Wettbewerb deutschlandweit weitergeführt werden sollte. Die Entscheidung fiel im Sommer 1943 zugunsten einer Weiterführung der Pokalspiele bis zum Endspiel um den deutschen Fußballpokal des Jahres 1943.
Nach der Ermittlung der Gau-Pokalsieger – inzwischen gab es durch weitere Gebietsteilungen sogar deren 34 – wurde der Wettbewerb mit einem Qualifikationsspiel (das andere fiel aus) sowie der 1. Schlussrunde fortgesetzt, der sich Achtel-, Viertel- und Halbfinale anschlossen. Das Finale bestritten der First Vienna FC und der LSV Hamburg; der First Vienna FC gewann in Stuttgart nach Verlängerung mit 3:2.

## Gaupokalsieger
| Sportgau                         | Pokalsieger                    |
| -------------------------------- | ------------------------------ |
| Ostpreußen                       | VfB Königsberg                 |
| Danzig-Westpreußen               | SV Viktoria Elbing             |
| Pommern                          | LSV Pütnitz                    |
| Mecklenburg                      | TSG Rostock                    |
| Schleswig-Holstein               | Holstein Kiel                  |
| Hamburg                          | Luftwaffen-Sportverein Hamburg |
| Generalgouvernement              | Zel Praga Warschau             |
| Wartheland                       | SDW Posen                      |
| Berlin-Brandenburg               | Hertha BSC                     |
| Mitte                            | SpVgg Erfurt                   |
| Südhannover-Braunschweig         | Eintracht Braunschweig         |
| Weser-Ems                        | Wilhelmshaven 05               |
| Oberschlesien                    | TuS Lipine                     |
| Niederschlesien                  | Breslauer SpVg 02              |
| Böhmen-Mähren                    | MSV Brünn                      |
| Sudetenland                      | NSTG Brüx                      |
| Sachsen                          | Dresdner SC                    |
| Kurhessen                        | Borussia Fulda                 |
| Hessen-Nassau                    | Kickers Offenbach              |
| Niederrhein                      | Sportfreunde Katernberg        |
| Westfalen                        | FC Schalke 04                  |
| Köln-Aachen                      | VfR Köln 04 rrh.               |
| Baden                            | VfR Mannheim                   |
| Moselland                        | FK Niederkorn                  |
| Westmark                         | FV Saarbrücken                 |
| Elsaß                            | FC Mülhausen                   |
| Unterfranken (nicht ausgetragen) | KSG Schweinfurt                |
| Mittelfranken                    | 1. FC Nürnberg                 |
| Schwaben                         | KSG BC/Post Augsburg           |
| München/Oberbayern               | FC Bayern München              |
| Württemberg                      | Stuttgarter Kickers            |
| Donau-Alpenland                  | First Vienna FC                |
| Osthannover                      | Cuxhavener SV                  |

## Qualifikation
Das Spiel fand am 15. August 1943 statt.
| Datum         |               | Ergebnis |             |
| ------------- | ------------- | -------- | ----------- |
| So 15.08.1943 | Cuxhavener SV | 1:3      | LSV Hamburg |

## 1. Schlussrunde
Die Spiele fanden vom 15. August bis 12. September 1943 statt.
| Datum         |                      | Ergebnis |                         |
| ------------- | -------------------- | -------- | ----------------------- |
| So 15.08.1943 | SV Viktoria Elbing   | 0:7      | LSV Pütnitz             |
| So 15.08.1943 | TSG Rostock          | 1:7      | Hertha BSC              |
| So 22.08.1943 | SG SDW Posen         | 0:4      | VfB Königsberg          |
| So 22.08.1943 | Breslauer SpVg 02    | 5:3      | TuS Lipine              |
| So 22.08.1943 | NSTG Brüx            | 00:14    | First Vienna FC         |
| So 22.08.1943 | Dresdner SC          | 13:10    | Borussia Fulda          |
| So 22.08.1943 | FV Saarbrücken       | 8:0      | VfR Köln                |
| So 22.08.1943 | FC Mülhausen         | 1:4      | VfR Mannheim            |
| So 22.08.1943 | KSG BC/Post Augsburg | 3:0      | FC Bayern München       |
| So 29.08.1943 | Stuttgarter Kickers  | 3:5      | Kickers Offenbach       |
| So 29.08.1943 | Holstein Kiel        | 5:4      | Eintracht Braunschweig  |
| So 29.08.1943 | LSV Hamburg          | 1:0      | SpVgg Wilhelmshaven     |
| So 29.08.1943 | Zel Praga Warschau   | 3:5      | MSV Brünn               |
| So 29.08.1943 | SpVgg Erfurt         | 0:4      | FC Schalke 04           |
| So 29.08.1943 | FK Niederkorn        | 0:3      | Sportfreunde Katernberg |
| So 12.09.1943 | KSG Schweinfurt      | 2:4      | 1. FC Nürnberg          |

## Achtelfinale
Die Spiele fanden vom 12. bis 26. September 1943 statt.
| Datum         |                     | Ergebnis |                         |
| ------------- | ------------------- | -------- | ----------------------- |
| So 12.09.1943 | VfB Königsberg      | 0:5      | Dresdner SC             |
| So 19.09.1943 | LSV Pütnitz         | 2:3      | LSV Hamburg             |
| So 19.09.1943 | Hertha BSC          | 0:3      | Holstein Kiel           |
| So 19.09.1943 | MSV Brünn           | 1:5      | 1. FC Nürnberg          |
| So 19.09.1943 | Offenbacher Kickers | 1:2      | FV Saarbrücken          |
| So 19.09.1943 | FC Schalke 04       | 4:2      | Sportfreunde Katernberg |
| So 19.09.1943 | VfR Mannheim        | 4:2      | KSG BC/Post Augsburg    |
| So 26.09.1943 | First Vienna FC     | 6:5      | Breslauer SpVg 02       |

## Viertelfinale
Die Spiele fanden am 3. Oktober 1943 statt.
| Datum         |                | Ergebnis  |                 |
| ------------- | -------------- | --------- | --------------- |
| So 03.10.1943 | Holstein Kiel  | 2:4       | LSV Hamburg     |
| So 03.10.1943 | Dresdner SC    | 5:3       | VfR Mannheim    |
| So 03.10.1943 | FV Saarbrücken | 1:2 n. V. | FC Schalke 04   |
| So 03.10.1943 | 1. FC Nürnberg | 2:3       | First Vienna FC |

## Halbfinale
Die Spiele fanden am 17. Oktober 1943 statt.
| Datum         |               | Ergebnis |                 |
| ------------- | ------------- | -------- | --------------- |
| So 17.10.1943 | LSV Hamburg   | 2:1      | Dresdner SC     |
| So 17.10.1943 | FC Schalke 04 | 2:6      | First Vienna FC |

## Finale
| Luftwaffen-Sportverein Hamburg                                               | Luftwaffen-Sportverein Hamburg | First Vienna FC | First Vienna FC |
| ---------------------------------------------------------------------------- | --- | --- | --------------- |
| Luftwaffen-Sportverein Hamburg                                               | \| Sonntag, 31. Oktober 1943 um 14:30 Uhr in Stuttgart (Adolf-Hitler-Kampfbahn)[2] \| \| Ergebnis: 2:3 n. V. (2:2, 1:0) \| \| Zuschauer: 45.000 \| \| Schiedsrichter: Emil Schmetzer (Mannheim) \|   | \| Sonntag, 31. Oktober 1943 um 14:30 Uhr in Stuttgart (Adolf-Hitler-Kampfbahn)[2] \| \| Ergebnis: 2:3 n. V. (2:2, 1:0) \| \| Zuschauer: 45.000 \| \| Schiedsrichter: Emil Schmetzer (Mannheim) \|               | First Vienna FC |
| Luftwaffen-Sportverein Hamburg                                               | Willy Jürissen – Karl Miller, Reinhold Münzenberg – Walter Ochs, Heinrich Gärtner, Robert Gebhardt – Heinz Mühle, Ludwig Janda, Willi Gornick, Reinhard Heinrich, Jakob Lotz Cheftrainer: Karl Höger | Hans Schwarzer – Otto Kaller, Karl Bortoli – Gottfried Gröbel, Ernst Sabeditsch, Richard Dörfel – Franz Holeschofsky, Karl Decker, Richard Fischer, Rudolf Noack, Franz Widhalm Cheftrainer: Friedrich Gschweidl | First Vienna FC |
| Luftwaffen-Sportverein Hamburg                                               | 1:0 Reinhardt Heinrich (26.) 2:2 Willi Gornick (70.) | 1:1 Karl Decker (49., Handelfmeter) 1:2 Rudolf Noack (53.) 2:3 Rudolf Noack (113.) | First Vienna FC |
| Sonntag, 31. Oktober 1943 um 14:30 Uhr in Stuttgart (Adolf-Hitler-Kampfbahn) | | |                 |
| Ergebnis: 2:3 n. V. (2:2, 1:0)                                               | | |                 |
| Zuschauer: 45.000                                                            | | |                 |
| Schiedsrichter: Emil Schmetzer (Mannheim)                                    | | |                 |

## Erfolgreichste Torschützen
| Spieler           | Verein          | Tore |
| ----------------- | --------------- | ---- |
| Karl Decker       | First Vienna FC | 10   |
| Rudolf Noack      | First Vienna FC | 10   |
| Heinrich Schaffer | Dresdner SC     | 06   |
| Helmut Schön      | Dresdner SC     | 06   |